# Saint-Michel-en-Grève
 Saint-Michel-en-Grève  (en bretón Lokmikael-an-Traezh) es una población y comuna francesa, situada en la región de Bretaña, departamento de Côtes-d'Armor, en el distrito de Lannion y cantón de Plestin-les-Grèves.

## Demografía
| 363 | 372 | 382 | 398 | 376 | 405 | 464 |
| Para los censos de 1962 a 1999 la población legal corresponde a la población sin duplicidades (Fuente: INSEE [Consultar]) |     |     |     |     |     |     |